# 中部圏開発整備本部
中部圏開発整備本部（ちゅうぶけんかいはつせいびほんぶ）は、かつて存在した日本の行政機関。

## 概要
中部圏開発整備本部は、1966年（昭和41年）7月1日、中部圏開発整備法（昭和41年法律第102号）に基づいて、総理府の機関として設置された。1974年（昭和49年）6月26日に廃止され、同日に設置された国土庁が事務を引き継いだ。

## 所掌事務
中部圏開発整備法は、「中部圏の開発及び整備に関する総合的な計画を策定し、その実施を推進することにより、東海地方、北陸地方等相互間の産業経済等の関係の緊密化を促進するとともに、首都圏と近畿圏の中間に位する地域としての機能を高め、わが国の産業経済等において重要な地位を占めるにふさわしい中部圏の建設とその均衡ある発展を図り、あわせて社会福祉の向上に寄与すること」（法1条）を目的として、中部圏開発整備本部を設置した。中部圏開発整備本部の所掌事務は以下の通り。
1. 中部圏開発整備計画の案の作成に関して必要な相互の連絡を図ること。
2. 中部圏開発整備計画の作成及びその作成のため必要な調査を行なうこと。
3. 中部圏開発整備計画の実施に関して必要な関係行政機関相互の連絡調整を図ること。
4. 中部圏開発整備計画の実施を推進すること。
5. その他中部圏開発整備計画に関し、内閣総理大臣の権限に属する事務を処理すること。

## 組織
中部圏開発整備本部は、国家行政組織法8条1項の規定に基づき、総理府の機関として設置された。中部圏開発整備本部の長である中部圏開発整備長官には国務大臣を以て充てることとされ、初代の中部圏開発整備長官には第1次佐藤内閣第1次改造内閣の国務大臣・瀬戸山三男（建設大臣・首都圏整備委員会委員長・近畿圏整備長官を兼任）が就任した。
また、内閣総理大臣の諮問に応じ、中部圏開発整備計画の策定及び実施に関する重要事項その他審議会の権限に属させられた事項について調査審議するため、総理府の附属機関として、中部圏開発整備審議会が置かれた。
本部
- 長官
- 次長
- その他の職員

審議会
- 中部圏開発整備審議会

## 歴代中部圏開発整備長官
- 辞令のある再任は代として数え、辞令のない留任は数えない。
- 臨時代理は空位の場合のみ記載し、海外出張等の一時不在代理は記載しない。
- 建設大臣の兼任。

| 代 | 氏名         | 内閣              | 在任期間                        | 本務・兼務等                                                          |
| -- | ------------ | ----------------- | ------------------------------- | --------------------------------------------------------------------- |
| 1  | 瀬戸山三男   | 第1次佐藤内閣 改1 | 1966年07月01日 - 1966年08月01日 | 建設大臣、首都圏整備委員会委員長、近畿圏整備長官                      |
| 2  | 橋本登美三郎 | 第1次佐藤内閣 改2 | 1966年08月01日 - 1966年12月03日 | 建設大臣、首都圏整備委員会委員長、近畿圏整備長官                      |
| 3  | 西村英一     | 第1次佐藤内閣 改3 | 1966年12月03日 - 1967年02月17日 | 建設大臣、首都圏整備委員会委員長、近畿圏整備長官                      |
| 4  | 西村英一     | 第2次佐藤内閣     | 1967年02月17日 - 1967年11月25日 | 建設大臣、首都圏整備委員会委員長、近畿圏整備長官                      |
| 5  | 保利茂       | 第2次佐藤内閣 改1 | 1967年11月25日 - 1968年11月30日 | 建設大臣、首都圏整備委員会委員長、近畿圏整備長官                      |
| 6  | 坪川信三     | 第2次佐藤内閣 改2 | 1968年11月30日 - 1970年01月14日 | 建設大臣、首都圏整備委員会委員長、近畿圏整備長官                      |
| 7  | 根本龍太郎   | 第3次佐藤内閣     | 1970年01月14日 - 1971年07月05日 | 建設大臣、首都圏整備委員会委員長、近畿圏整備長官                      |
| 8  | 西村英一     | 第3次佐藤内閣 改  | 1971年07月05日 - 1972年07月07日 | 建設大臣、首都圏整備委員会委員長、近畿圏整備長官                      |
| 9  | 木村武雄     | 第1次田中内閣     | 1972年07月07日 - 1972年12月22日 | 建設大臣、首都圏整備委員会委員長、近畿圏整備長官 国家公安委員会委員長 |
| 10 | 金丸信       | 第2次田中内閣     | 1972年12月22日 - 1973年11月25日 | 建設大臣、首都圏整備委員会委員長、近畿圏整備長官                      |
| 11 | 亀岡高夫     | 第2次田中内閣 改1 | 1973年11月25日 - 1974年06月26日 | 建設大臣、首都圏整備委員会委員長、近畿圏整備長官                      |